# Željko Komšić
Željko Komšić (født 20. januar 1964 i Sarajevo) er en bosnisk-kroatisk politiker og jurist, der har tjent flere perioder som medlem af det trepersoners præsidentskab i Bosnien-Hercegovina.

## Tidlige liv og uddannelse
Komšić blev født i Sarajevo og afsluttede sin juridiske embedseksamen ved Universitetet i Sarajevo. Han studerede også ved Georgetown University's School of Foreign Service i Washington, D.C.

## Militærtjeneste
Under Bosnienkrigen tjente Komšić som officer i Republikken Bosnien-Hercegovinas hær, hvor han blev dekoreret med Den Gyldne Lilje, den højeste militære udmærkelse i landet.

## Politisk karriere
Komšić begyndte sin politiske karriere i SDP og var borgmester i Novo Sarajevo i 2000 og igen fra 2004. Han var også ambassadør i Jugoslavien (2001–2003).
Han blev valgt som det kroatiske medlem af præsidentskabet i 2006 og genvalgt i 2010. I 2013 grundlagde han partiet Demokratska fronta.
I 2018 og 2022 blev han igen valgt til præsidentskabet. Hans valg har skabt debat, da han i høj grad blev støttet af bosniakkiske vælgere, hvilket har ført til spørgsmål om hans legitimitet som kroatisk repræsentant.

## Personligt liv
Željko Komšić er gift med Sabina Komšić, og de har en datter sammen.